# Parlamentní volby v Moldavsku 2001

Výsledky dle krajů

Parlamentní volby v Moldavsku v roce 2001 se konaly dne 25. února 2001. Výsledkem bylo drtivé vítězství Strany komunistů Moldavské republiky (PCRM), která získala 71 ze 101 mandátů.

## Volební systém
Parlament byl volen poměrným zastoupením v jednom celostátním volebním obvodu. V roce 2000 byl změněn volební zákon, aby se změnil volební práh, který byl dříve 4 % pro politické strany i nezávislé. Pro nezávislé kandidáty byl práh snížen na 3 %, zatímco pro politické strany a volební bloky byl zvýšen na 6 %.

## Výsledky
|                           |                                                  |             |       |         |
| Strana                    | Strana                                           | Počet hlasů | %     | Mandáty |
|                           | Strana komunistů Moldavské republiky             | 794 808     | 50,07 | 71      |
|                           | Braghișova alliance                              | 212 071     | 13,36 | 19      |
|                           | Křesťanskodemokratická lidová strana             | 130 810     | 8,24  | 11      |
|                           | Strana obrody a smíření Moldavska                | 91 894      | 5,79  | 0       |
|                           | Demokratická strana Moldavska                    | 79 757      | 5,02  | 0       |
|                           | Národní liberální strana                         | 44 548      | 2,81  | 0       |
|                           | Sociálně demokratická strana                     | 39 247      | 2,47  | 0       |
|                           | Národní křesťansko-demokratická rolnická strana  | 27 575      | 1,74  | 0       |
|                           | Volební blok Vlast                               | 25 009      | 1,58  | 0       |
|                           | Za pořádek a spravedlnost                        | 23 099      | 1,46  | 0       |
|                           | Strana demokratických sil                        | 19 405      | 1,22  | 0       |
|                           | Demokratická agrární strana Moldavska            | 18 473      | 1,16  | 0       |
|                           | Aliance právníků a ekonomů (PDCM, NPNM)          | 14 810      | 0,93  | 0       |
|                           | Volební blok Víra a spravedlnost (PR, PNR)       | 10 686      | 0,67  | 0       |
|                           | Volební blok Jednota (PSRM, PRM)                 | 7 277       | 0,46  | 0       |
|                           | Republikánské hnutí "Rovnost"                    | 7 023       | 0,44  | 0       |
|                           | Křesťanskodemokratická rolnická strana Moldavska | 4 288       | 0,27  | 0       |
|                           | Nezávislí                                        | 36 477      | 2,30  | 0       |
| Celkem                    | Celkem                                           | 1 587 257   | 100   | 101     |
|                           |                                                  |             |       |         |
| Platné hlasy              | Platné hlasy                                     | 1 587 257   | 98,79 | —       |
| Neplatné hlasy            | Neplatné hlasy                                   | 19 446      | 1,21  | —       |
| Celkem hlasů              | Celkem hlasů                                     | 1 606 703   | 100   | —       |
| Registrovaní voliči/Účast | Registrovaní voliči/Účast                        | 2 379 491   | 67,52 | —       |
| Zdroj: eDemocracy         |                                                  |             |       |         |